# Font de Sant Antoni (l'Estany)
La Font de Sant Antoni és una font del terme municipal de l'Estany, a la comarca del Moianès, protegida com a bé cultural d'interès local
Està situada a 765 metres d'altitud, a llevant del paratge de les Fonts i al sud del Molí del Castell, a la dreta de la Riera de l'Estany. Té a prop i al nord-oest la Font del Molí i al sud-oest la Font de la Sala.

## Descripció

La Font de Sant Antoni, respecte del terme de l'Estany

La font de Sant Antoni és una surgència natural situada a la falda del vessant de ponent del serrat de la vila, a prop del pont del molí del castell de la carretera C-59. La font és anterior a 1927 i consisteix en un mur de contenció de terres de paredat, amb una fornícula on hi ha la imatge de Sant Antoni Abat. La font compta amb un broc i un abeurador de pedra. Al seu davant trobem una bassa.

## Notícies històriques
No es coneixen referències documentals. En una llosa de pedra hi ha la data 1927 i les inicials RVA, possiblement corresponent al moment de condicionament de la font.